# Holomitrium sinuosum
Holomitrium sinuosum är en bladmossart som beskrevs av Bruce H. Allen 1990. Holomitrium sinuosum ingår i släktet Holomitrium och familjen Dicranaceae. Inga underarter finns listade i Catalogue of Life.